# Koster (Møn)
 Der er flere lokaliteter med dette navn, se Koster.
Koster er en bebyggelse i Stege Sogn nordvest for Stege på Møn. Landsbyen nævnes 1231 (Cost). Landsbyen blev udskiftet i 1822. Indtil 1943, hvor Dronning Alexandrines Bro mellem Sjælland og Møn blev indviet, lå her en færgehavn.
Syd for Koster ligger den inddæmmede Kostervig, (hvor der ligger en lille flyveplads), og mod nord Kosterland, der før inddæmningen kun var forbundet med Møn ved en smal landstrimmel.
Koster ligger i Vordingborg Kommune og tilhører Region Sjælland.